# Platypelis
Platypelis és un gènere de granotes de la família Microhylidae endèmic de Madagascar.

## Taxonomia
- Platypelis alticola
- Platypelis barbouri
- Platypelis cowanii
- Platypelis grandis
- Platypelis mavomavo
- Platypelis milloti
- Platypelis occultans
- Platypelis pollicaris
- Platypelis tetra
- Platypelis tsaratananaensis
- Platypelis tuberifera